# Połączenie równoległe

Połączenie elementów elektrycznych w obwodzie: a) szeregowym, b) równoległym, c) szeregowo-równoległym

Połączenie równoległe (obwód równoległy) jest to taki rodzaj połączenia elementów elektrycznych, w którym wszystkie końce oraz wszystkie początki elementów są połączone razem. Połączenie takie tworzy odpowiednią liczbę gałęzi, w których mogą płynąć różne prądy, ale które zasilane są takim samym napięciem elektrycznym.

## Połączenie równoległe oporników
Dla równoległego połączenia {\displaystyle n} oporników można wyliczyć rezystancję wypadkową (opór wypadkowy), {\displaystyle R,} który jest mniejszy od najmniejszego oporu składowego:
{\displaystyle {\frac {1}{R}}={\frac {1}{R_{1}}}+{\frac {1}{R_{2}}}+{\frac {1}{R_{3}}}+\ldots +{\frac {1}{R_{n}}}.}
Dla układów równoległych stosuje się również pojęcie konduktancji {\displaystyle (G).} Z uwagi na fakt, że {\displaystyle G=1/R,} powyższe równanie jest tożsamościowo równoznaczne z:
{\displaystyle G=G_{1}+G_{2}+G_{3}+\ldots +G_{n}.}

## Połączenie równoległe cewek
Podobnie, dla równoległego połączenie cewek można wyznaczyć wypadkową indukcyjność:
{\displaystyle {\frac {1}{L}}={\frac {1}{L_{1}}}+{\frac {1}{L_{2}}}+{\frac {1}{L_{3}}}+\ldots +{\frac {1}{L_{n}}},}
jak również i wypadkową reaktancję indukcyjną:
{\displaystyle {\frac {1}{X_{L}}}={\frac {1}{X_{L_{1}}}}+{\frac {1}{X_{L_{2}}}}+{\frac {1}{X_{L_{3}}}}+\ldots +{\frac {1}{X_{L_{n}}}}.}
Susceptancja indukcyjna {\displaystyle (B_{L})} definiowana jest jako: {\displaystyle B_{L}=1/X_{L},} dlatego też powyższe równanie jest tożsamościowo równoznaczne z:
{\displaystyle B_{L}=B_{L_{1}}+B_{L_{2}}+B_{L_{3}}+\ldots +B_{L_{n}}.}

## Połączenie równoległe kondensatorów
Dla połączenia równoległego kondensatorów wypadkowa pojemność jest sumą składowych pojemności:
{\displaystyle C=C_{1}+C_{2}+C_{3}+\ldots +C_{n},}
podobnie dla reaktancji pojemnościowej:
{\displaystyle {\frac {1}{X_{C}}}={\frac {1}{X_{C_{1}}}}+{\frac {1}{X_{C_{2}}}}+{\frac {1}{X_{C_{3}}}}+\ldots +{\frac {1}{X_{C_{n}}}}.}
Susceptancja pojemościowa {\displaystyle (B_{C})} definiowana jest jako: {\displaystyle B_{C}=1/X_{C},} dlatego też powyższe równanie jest tożsamościowo równoznaczne z:
{\displaystyle B_{C}=B_{C_{1}}+B_{C_{2}}+B_{C_{3}}+\ldots +B_{C_{n}}.}

## Wypadkowa impedancja układu równoległego
W układach równoległych zasilanych prądem przemiennym można wyznaczyć wypadkową impedancję układu składającego się z różnych elementów (np. jak na rysunku po prawej stronie). Pojęcie impedancji jest często zastępowane admitancją {\displaystyle (Y),} która jest odwrotnością impedancji {\displaystyle Y=1/Z.} Dlatego też:
{\displaystyle Y={\sqrt {G^{2}+(B_{C}-B_{L})^{2}}},}
gdzie: {\displaystyle G,B_{C}} i {\displaystyle B_{L}} – wypadkowa konduktancja, susceptancja indukcyjna (ujemna) i susceptancja pojemnościowa (dodatnia) układu, obliczone według wzorów podanych powyżej.